# Bua (Fiji)
Bua is een van de veertien provincies van Fiji, in de divisie Northern. Het ligt ten westen van het eiland Vanua Levu. De provincie heeft een oppervlakte van 1.379 km² en had in 1996 14.988 inwoners.
Divisies: Central · Eastern · Northern · Western

Provincies: Ba · Bua · Cakaudrove · Kadavu · Lau · Lomaiviti · Macuata · Nadroga-Navosa · Namosi · Naitasiri · Ra · Rewa · Serua · Tailevu

Dependency: Rotuma